# Isognomon janus
Isognomon janus är en musselart som beskrevs av Carpenter 1857. Isognomon janus ingår i släktet Isognomon och familjen Isognomonidae. Inga underarter finns listade i Catalogue of Life.